# Biancaneve e i tre compari
Biancaneve e i tre compari (Snow White and the Three Stooges) è un film del 1961, diretto da Walter Lang e basato sulla fiaba dei fratelli Grimm, Biancaneve e i sette nani. Il film è la seconda partecipazione cinematografica del famoso trio comico statunitense dei tre marmittoni, formato da Moe Howard, Larry Fine e Joe DeRita.
Tra gli interpreti figurano Patricia Medina, Edson Stroll e la campionessa olimpica di pattinaggio artistico Carol Heiss nel ruolo di Biancaneve.

## Trama
C'erano una volta, nel regno di Fortunia, un nobile Re e la sua dolce sposa che da anni sognavano un erede. Finalmente, la Regina diede alla luce una bellissima bambina, chiamata Biancaneve, ma purtroppo morì poco dopo il parto. Il Re tenne il lutto per anni, poi decise di risposarsi per compiacere il suo popolo e per ridare una madre alla figlia. La nuova Regina era bellissima, ma nel suo animo regnavano la vanità e la cattiveria. Non sopportava l'idea che qualcuno la superasse in bellezza, e con gli anni divenne invidiosa del fascino della sua figliastra Biancaneve.
Il giorno del 17º compleanno di Biancaneve, il Re morì prematuramente lasciando la figlia nelle mani della matrigna. La Regina non tardò a mostrare il suo disprezzo verso la figlia acquisita, spogliandola del suo titolo e rinchiudendola nella prigione della torre. Ma con il tempo la gelosia della Regina si trasformò in un odio violento, e la donna ordinò a un cacciatore di uccidere la sua figliastra Biancaneve. 

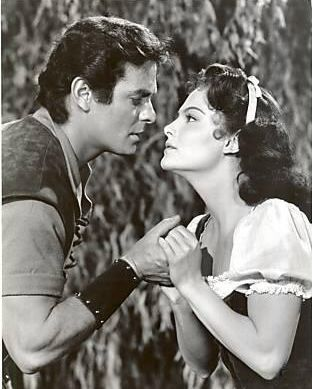
Il Principe Azzurro (Edson Stroll) e Biancaneve (Carol Heiss)

 Ma la fanciulla riuscì a fuggire dalle grinfie dell'uomo, trovando rifugio in un cottage sperduto nella foresta, insieme a sette nani e ai Tre Marmittoni, in viaggio verso il castello con il loro pupillo, Quarto. Il giovane era in realtà il Principe promesso sposo di Biancaneve, che aveva perduto la memoria in seguito a un attentato ordito dalla stessa Regina, che lo credeva morto.
Biancaneve e Quarto si innamorarono, come già i loro genitori avevano stabilito, ma il giovane, su cui la Regina aveva dei sospetti, venne rapito e rinchiuso nei sotterranei del castello. Gli sforzi dei Marmittoni per liberarlo furono vani, e Quarto cadde accidentalmente da una scala, e dichiarato morto. Nel frattempo, grazie al suo Specchio Magico la diabolica Regina scoprì che Biancaneve è ancora viva. Con l'aiuto del Conte Oga, un terribile stregone, si trasformò in una vecchia e riuscì nell'intento di far mordere a Biancaneve una mela avvelenata. Ma la sua felicità fu breve: mentre faceva ritorno al castello, a cavallo della sua scopa, incrociò i Tre Marmittoni che, grazie a un desiderio espresso alla spada magica sottratta al Conte Oga, la mandarono contro lo sperone di una roccia, uccidendola.
Tornati a casa, i tre trovarono Biancaneve senza vita. Ma non avendo il coraggio di seppellirla, la adagiarono sul suo letto, pregando per la sua salvezza. Nel frattempo Quarto, che non era morto, si risvegliò dopo la caduta e si trovò insieme con un gruppo di uomini che volevano rovesciare il regno di terrore della perfida Regina. Il giovane, grazie alla caduta, scoprì di aver recuperato la memoria e si rese conto che Biancaneve era la sua futura sposa. Grazie al suo gruppo di nuovi amici, Quarto diventò il nuovo Re di Fortunia e partì per cercare Biancaneve e farne la sua sposa. Ma non sapeva che i Tre Marmittoni avevano lasciato il regno insieme alla fanciulla, ancora addormentata, e le sue ricerche, per quanto assidue, furono vane.
Solo grazie allo Specchio Magico della Regina, dopo un lungo viaggio il Principe ritrovò Biancaneve in tempo per sciogliere l'incantesimo. Destatasi dalla morte con un bacio, la fanciulla sposò il Principe vivendo per sempre felice e contenta.

## Produzione
Biancaneve e i tre compari è stato l'unico film anni '60 del trio comico a essere girato a colori. E fu anche il meno apprezzato. La critica non gradì la scarsa presenza in scena dei Tre Marmittoni. Persino Moe Howard dirà in seguito che Biancaneve e i tre compari fu "l'errore technicolor" del trio. Ma nonostante avesse avuto scarso successo anche al botteghino, il film venne candidato nel 1961 al Writers Guild of America Award per la miglior sceneggiatura per una commedia musicale.

## Colonna sonora
Segue un elenco dei brani inclusi nel film:
1. A Place Called Happiness - Musica e testi di Barry Harris
2. I Said It Then, I Say It Now - Musica e testi di Barry Harris
3. Because I'm in Love - Musica e testi di Barry Harris
4. Once in a Million Years - Musica e testi di Earl K. Brent

## Edizione home-video
Nell'ottobre 2012 la 20th Century Fox ha distribuito la prima edizione italiana in DVD del film, con il nuovo titolo Biancaneve e i tre Marmittoni e un nuovo doppiaggio realizzato a Milano.